# Michael Carabello
Michael "Mike" Carabello, ameriški tolkalist, * 18. november 1947, San Francisco, Kalifornija, ZDA.
Carabello je ameriški tolkalist, najbolj znan po sodelovanju v skupini Santana.

## Kariera
Carabello je bil eden izmed treh tolkalistov v rock skupini Santana, skupaj z Michaelom Shrievejem in Joséjem Areasom med letoma 1968 in 1971. S skupino je v tem obdobju posnel prve tri albume, Santana, Abraxas in Santana III.
Leta 1975 je skupaj z Joséjem Areasom in nekdanjim menedžerjem skupine Sly & the Family Stone, Charlesom "Buddahom" Garcio, ustanovil skupino Cobra, katere člani so bili še  Gregory Popeye Aleander, Gregg Watt, Freddie Anchetta, Al Redwine, Al Moody, Fernando Aaragon in Georgia.
Leta 1997 je skupaj z nekdanjimi člani Santane, Michaelom Shrievejem, Nealom Schonom, Greggom Roliejem, Joséjem Areasom in Alphonsom Johnsonom posnel album Abraxas Pool.
Leta 1998 je bil Carabello kot član Santane sprejet v Hram slavnih rokenrola.
2. februarja 2013 je Carlos Santana potrdil, da bo ponovno združil klasično zasedbo skupine, ki je igrala na Woodstocku. Carlos je še dejal da želi združiti klasično zasedbo, da bo z njo posnel novo glasbo. Zasedba so sestavljali Carlos Santana, Neal Schon, Michael Shrieve, Gregg Rolie, Michael Shrieve in Carabello. 15. aprila 2016 je zasedba nato izdala studijski album Santana IV. Santana IV je prvi album po 45 letih in albumu Santana III, ki ga je posnel omenjeni kvintet.

## Zasebno življenje
Carabello se je 18. septembra 2010 poročil z Lindo Houston. S Houstonovo sta bila sošolca na srednji šoli Mission High, ponovno pa sta se srečala na 40. obletnici srednje šole. Carabello trenutno živi v Connecticutu.

## Diskografija
Santana
- Santana (1969)
- Abraxas (1970)
- Santana III (1971)
- Santana IV (2016)